# Рудзіни (Поморське воєводство)
Рудзіни (пол. Rudziny) — село в Польщі, у гміні Бруси Хойницького повіту Поморського воєводства.
Населення — 164 особи (2011).
У 1975-1998 роках село належало до Бидгощського воєводства.

## Демографія
Демографічна структура станом на 31 березня 2011 року:
|          | Загалом | Допрацездатний вік | Працездатний вік | Постпрацездатний вік |
| -------- | ------- | ------------------ | ---------------- | -------------------- |
| Чоловіки | 84      | 20                 | 57               | 7                    |
| Жінки    | 80      | 23                 | 42               | 15                   |
| Разом    | 164     | 43                 | 99               | 22                   |